# Camasutra
Camasutra – polski zespół muzyczny wykonujący disco polo i dance, założony w 2013.

## Historia zespołu
Zespół powstał w listopadzie 2013 z inicjatywy Małgorzaty Główki, uczestniczki telewizyjnych programów rozrywkowych: Szopka Noworoczna 2010 Marcina Wolskiego, Jaka to melodia? oraz konkursów talentów: Szansa na sukces, Śpiewaj i walcz i The Voice of Poland, a także festiwalu w Opolu w konkursie Debiuty Opolskie 2010.
W swojej dyskografii zespół ma debiutancki album pt. Tego chcesz z 2018.

## Dyskografia

### Albumy
| Rok  | Album                                           |
| ---- | ----------------------------------------------- |
| 2018 | Tego chcesz - Data: lipiec 2018 - Wydawca: Folk |

### Single
| Rok                        | Tytuł                | Pozycja na liście | Pozycja na liście | Certyfikat                | Album       |
| Rok                        | Tytuł                | POL (Airplay)     | POL Dance         | Certyfikat                | Album       |
| -------------------------- | -------------------- | ----------------- | ----------------- | ------------------------- | ----------- |
| 2016                       | „Kasa extraklasa”    | –                 | –                 | - POL: złota płyta        | Tego chcesz |
| 2017                       | „Grzeszne myśli”     |                   |                   | - POL: złota płyta        | Tego chcesz |
| 2017                       | „Porwij mnie”        | –                 | 19                | - POL: 2× platynowa płyta | Tego chcesz |
| 2017                       | „Tego chcesz”        | –                 | 42                | - POL: 4× platynowa płyta | Tego chcesz |
| 2018                       | „Miłość jest piękna” | –                 | 17                | - POL: złota płyta        | Tego chcesz |
| 2019                       | „Jesteśmy na tak”    | –                 | 10                |                           |             |
| 2019                       | „Idziemy w tango”    | –                 | 31                |                           |             |
| 2020                       | „Wyznanie”           | –                 | –                 |                           |             |
| 2020                       | „Daję Ci to co mam”  |                   |                   |                           |             |
| 2021                       | „Zrób coś dla mnie”  |                   |                   |                           |             |
| 2021                       | „Śpij ze mną”        |                   |                   |                           |             |
| „–” utwór nie był notowany |                      |                   |                   |                           |             |